# Dream with Me
Dream with Me è il secondo album discografico in studio della cantante statunitense Jackie Evancho, pubblicato nel 2011. 

## Il disco
Si tratta del primo album pubblicato in maniera ufficiale dalla giovane cantante che aveva undici anni durante le fasi di produzione di questo disco. L'album è stato prodotto dal pluripremiato produttore David Foster.
Il disco contiene due duetti: quello con Barbra Streisand e quello con Susan Boyle. Il disco ha inoltre raggiunto la seconda posizione della classifica di vendita Billboard 200 ed è stato certificato disco d'oro dalla RIAA. 
Contiene brani cantati in tre lingue: inglese, francese e italiano.
L'album è stato registrato a Malibù tranne le parti orchestrali.

## Tracce
1. When You Wish Upon a Star – 3:41 (Leigh Harline, Ned Washington)
2. Nella Fantasia – 4:18 (Ennio Morricone, Chiara Ferrau)
3. The Prayer (con Susan Boyle) – 4:28 (David Foster, Carole Bayer Sager)
4. Nessun Dorma – 3:13 (Giacomo Puccini, Giuseppe Adami, Renato Simoni)
5. Angel – 5:22 (Sarah McLachlan)
6. O mio babbino caro – 2:20 (Giacomo Puccini, Christopher Todd Landor)
7. Somewhere (featuring Barbra Streisand) – 3:51 (Leonard Bernstein, Stephen Sondheim)
8. All I Ask of You – 3:55 (Charles Hart, Andrew Lloyd Webber, Richard Stilgoe)
9. Ombra mai fu – 3:34 (George Frideric Handel)
10. Lovers – 5:01 (Shigeru Umebayashi)
11. Imaginer – 4:56 (Walter Afanasieff, Lara Fabian)
12. The Lord's Prayer – 3:40 (Albert Hay Malotte)
13. To Believe – 4:28 (Matthew Evancho)
14. Dream With Me – 2:09 (David Foster, Linda Thompson, Jackie Evancho)

## Classifiche
| Classifica (2011)                   | Posizione raggiunta |
| ----------------------------------- | ------------------- |
| Canada (Billboard Canadian Albums)  | 5                   |
| Irlanda (IRMA)                      | 15                  |
| Regno Unito (Official Albums Chart) | 4                   |
| Stati Uniti (Billboard 200)         | 2                   |